# GSP Prometeu
GSP Prometeu — румунська самопідіймальна бурова установка.

## Загальні відомості
В межах програми пошуку родовищ на чорноморському шельфі Румунія організувала на верфі у дунайському Галаці (наразі Damen Shipyard Galati) спорудження бурових установок за придбаним в США проектом. Третьою в цій серії стала установка Prometeu, яка стала до ладу в 1984 році.
За своїм архітектурно-конструктивним типом судно відноситься до самопідіймальних (jack-up) і має чотири опори довжиною по 122 метра. Роботи провадяться при максимальній висоті хвиль до 9 метрів та їх інтервалі у 12 секунд і швидкості вітра до 50 вузлів. Судно здатне витримувати шторм при максимальній висоті хвиль до 12 метрів та їх інтервалі у 10 секунд і швидкості вітра до 100 вузлів.
Розміщена на борту бурова установка Upetrom TFM-38E потужністю 2300 кінських сил дозволяє здійснювати спорудження свердловин глибиною 6,1 км. Наразі судно оснащене кантилевером — виносною консоллю для бурового обладнання, яка дозволяє провадити роботи над існуючими нафтовими платформами.
Силова установка Prometeu базується на 5 двигунах Caterpillar 3512 загальною потужністю 6,2 МВт, крім того, існує один аварійний двигун Caterpillar C-18 DI-TA потужністю 0,43 МВт.
Судно є несамохідним, тому пересування до місця виконання робіт повинне здійснюватись шляхом буксирування.
На борту може проживати 96 осіб (не рахуючи 2 місць у госпіталі).
Prometeu має майданчик для гелікоптерів розмірами 24,4х24,4 метра, призначений для прийому машин типів Puma SA 330.
Протягом майже двох десятків років судно належало державній нафтовій компанії Petrom, яку в 2004-му приватизували і продали австрійській OMV. В 2005-му Petrom продала весь свій флот активних самопідіймальних бурових установок, і в тому числі Prometeu, румунській компанії Grup Servicii Petroliere (GSP). Остання в 2008-му провела перейменування суден свого флоту, додавши до кожної назви початковий елемент «GSP», так що Prometeu став носити назву GSP Prometeu.

## Служба судна
Відомо, що у 1993 році Prometeu працювало у болгарському секторі Чорного моря для компанії Balkan Explorers. Тут з метою розвідки структури Шабла-Північ спорудили свердловини Shabla North-1 та Shabla North-2, які, втім, виявились «сухими». Буріння націленої на іншу структуру свердловини Severna-1 було перерване через технічні проблеми на глибині 1542 метра при запланованому показнику у 2000 метрів.
Восени 2004-го Prometeu знову провадило роботи у болгарському секторі, на цей раз для британської Melrose Resources. Спершу спорудили розвідувальну свердловину Varna West, яку довели до позначки 1032 метра. Головний цільовий резервуар при цьому перетнули в інтервалі 940—958 метрів, проте він мав низькі пористість та проникність. Далі у північній частині Варненської затоки пробурили свердловину Yuri Shimanov, яка досягнула глибини у 712 метрів та виявила лише незначні газопрояви.
Протягом 2004—2005 років Prometeu спорудило цілий ряд свердловин у турецькому секторі Чорного моря, переважно в районі Південно-акчакочинського суббасейну (півтори сотні кілометрів на північний схід від виходу з Босфору. Так, в районі з глибиною моря 79 метрів спорудили свердловину Ayazli-1 довжиною 1803 метра, в якій у відкрили газовий поклад. Після цього розміри родовища уточнили за допомогою оціночних свердловин Ayazli-2 та Ayazli-3, які мали довжину 1213 та 1335 метрів відповідно та були закладені в районі з такою саме глибиною моря, як у першої свердловини на структурі. Також судно пробурило ще дві розвідувальні свердловини на інших структурах — Akkaya-1 (глибина моря 62 метра, довжина свердловини 1275 метрів) та Çayağzı-1 (глибина моря 39 метрів, довжина 1200 метрів), при цьому на структурі Akkaya відкрили інше невелике газове родовище.
Над гирлами кількох розвідувальних свердловин вирішили встановити два спеціальні захисні кесони, при цьому спершу у серпні 2005-го невдало спробували провести таку операцію з Prometeu над Ayazli-2 та Ayazli-3. Після цього найняли італійську компанію Micoperi, яка залучила плавучий кран Micoperi 30, втім, у жовтні 2005-го під час виконання нею робіт на Аязлі стався інцидент, що унеможливив подальше використання двох свердловин. Як наслідок, Prometeu провело їх перебурювання, при цьому свердловини отримали нові позначення Ayazlı-2/A та Ayazlı-3/A).
В 2006-му Prometeu продовжило розвідувальні роботи та внаслідок буріння в районі між родовищами Ayazli та Akkaya свердловини Doğu Ayazlı-1 (закладена в районі з глибиною моря 70 метрів та мала довжину 1240 метрів) відкрило третє невелике родовище Аязлі-Схід. Після цього були споруджені оціночна свердловина Doğu Ayazlı-2 (глибина моря 70 метрів, довжина 1456 метрів) та розвідувальні Bayhanlı-1 (глибина моря 68 метрів, довжина 1595 метрів) і Kuzey Akkaya-1 (на структурі Аккая-Північ, глибина моря 72 метра, довжина 1582 метра). На структурі Байханлі, розташованій дещо на схід від Аязлі-Схід, на глибинах від 760 до 1115 метрів виявили кілька газонасичених інтервалів.
Навесні 2007-го  Prometeu пробурило свердловину Alaplı-1, закладену в районі з глибиною моря 75 метрів. Вона досягнула глибини у 1450 метрів та виявила поклад газу у формації Кусурі. Наступною це судно спорудило свердловину Ağva-1, особливістю якої було розташування за сотню кілометрів на захід від попереднього району розвідки (відомого як Південно-Акчакочинський суббасейн). Закладена в районі з глибиною води 86 метрів вона досягнула глибини у 1300 метрів, проте не змогла виявити вуглеводнів. Нарешті, влітку 2007-го Prometeu у ще більш західному районі, за півсотні кілометрів на північний захід від виходу з Босфору, спорудило розвідувальну свердловину Karaburun-1. Вона повинна була перевірити припущення щодо нафтогазоносності формацій, у яких вже були відомі наземні родовища Фракійського басейну. Karaburun-1 досягнула глибини у 1223 метра, проте припущення щодо геологічної будови району були хибними і не вдалось виявити цільового інтервалу.
Останніми у цьому циклі турецьких завдань стали роботи зі встановлення платформ на родовищах Південно-Акчакочинського суббасейну. Prometeu разом з іншою самопідіймальною буровою установкою Saturn виконали нетипове завдання зі сприяння у спуску на дно моря опорних основ (джекетів) платформ, доправлених з майданчику у Деріндже (Мармурове море) за допомогою понтонів. Першою стала до ладу у травні 2007-го платформа Аккая, у вересні того ж року до неї приєдналась Аязлі-Схід, а в березні 2008-го ввели в експлуатацію платформу Аязлі.
В кінці 2007-го на замовлення компанії Sterling Resources Prometeu спорудила у румунському секторі Чорного моря розвідувальну свердловину Doina Sister-1 (після успішного завершення стала відома як Ana-1), котра досягнула глибини у 1600 метрів та виявила газове родовище Ана. Після цього у 2008-му Prometeu пробурила в цьому районі тут дві успішні оціночні свердловини Ana-2 та Doina-4 (остання відносилась до родовища Дойна).
В кінці 2000-х установка виконала цілий ряд робіт у болгарському секторі Чорного моря для компанії Melrose Resources. В 2008-му в районі з глибиною моря 50 метрів заклали розвідувальну свердловину Kavarna-1, яку довели до глибини у 884 метра, проте не змогли протестувати через загрозу викиду газу. Тоді Prometeu здійснила перебурювання свердловини під назвою Kavarna-2 та все-таки змогла підтвердити існування газового родовища Каварна. Восени 2008-го з Prometeu провели тестування свердловини Galata E3 (також відома як Kaliakra-1), якою відкрили родовище Каліакра (буріння самої свердловини перед тим виконало напівзанурюване судно Atwood Southern Cross). В 2009-му GSP Prometeu пробурило оціночну свердловину Kaliakra-2, яка підтвердила розповсюдження покладу.
Наступні кілька років GSP Prometeu працювала у румунському секторі для компанії OMV Petrom, при цьому перелік завдань включав незначний капітальний ремонт, обслуговування свердловин та навіть забезпечення проживання персоналу.
В 2013-му GSP Prometeu працювала для компанії Petroceltic, що незадовго до того поглинула Melrose Resources. У болгарському секторі установка спорудила безрезультатну розвідувальну свердловину Kamchia-1, яку заклали в районі з глибиною моря 17 метрів та довели до глибини у 880 метрів. Крім того, освоїли свердловину Kaliakra-1, для чого GSP Prometeu встановила підводну фонтанну арматуру. Та ж Petroceltic замовила спорудження у румунському секторі розвідувальної свердловини Cobalcescu South-1, яку заклали в районі з глибиною моря 90 метрів та довели до позначки у 3298 метрів.
Далі GSP Prometeu провело роботи з капітального ремонту для OMV Petrom, а навесні 2014-го пробурило ще одну розвідувальну свердловину у румунському секторі — Muridava-1, буріння якої довелось перервати на позначці 2747 метрів при плановому показнику у 3150 метрів.
Того ж 2014-го GSP Prometeu знову працювало у турецькому секторі Чорного моря, де за кілька десятків кілометрів на північний захід від виходу з Босфору спорудило розвідувальні свердловини Istranca-2 та Istranca-3, які виявились «сухими».